# She's the One (canção)
She's the One é uma canção da banda World Party, escrita por Karl Wallinger, gravada pelo cantor Robbie Williams.
É o quarto single do segundo álbum de estúdio lançado a 26 de Outubro de 1998, I've Been Expecting You.

## Paradas
| Parada (1999)        | Posições |
| -------------------- | -------- |
| Reino Unido          | 1        |
| Nova Zelândia        | 3        |
| Irlanda              | 4        |
| Itália               | 6        |
| Finlândia            | 13       |
| Letônia              | 14       |
| Áustria              | 16       |
| Suíça                | 20       |
| Bélgica - (Valónia)  | 21       |
| Alemanha             | 30       |
| Países Baixos        | 33       |
| Bélgica - (Flandres) | 40       |
| Suécia               | 42       |
| França               | 74       |